# Tainstvennyj monakh
Tainstvennyj monakh (russisk: Таинственный монах) er en sovjetisk spillefilm fra 1968 af Arkadij Koltsatyj.

## Medvirkende
- Vladimir Druzjnikov som Vorontsov
- Jvgenij Zjarikov som Latysjev
- Valentin Zubkov som Lobov
- Tatjana Konjukhova som Zinaida Pavlovna
- Stanislav Tjekan som Yelpidifor